# Sanaa Benhama
Sanaa Benhama (sinh ngày 9 tháng 6 năm 1982) là một vận động viên Paralympic đến từ Maroc thi đấu chủ yếu trong các sự kiện chạy nước rút loại T13. Cô đã thi đấu tại hai Paralympic mùa hè, đáng chú ý nhất là Paralympic mùa hè 2008 ở Bắc Kinh, Trung Quốc, nơi cô đã giành được ba huy chương vàng thống trị lĩnh vực chạy nước rút trong lớp.

## Lịch sử cá nhân
Benhama sinh ra ở Al Khmissat, Morocco năm 1982.

## Sự nghiệp điền kinh
Benhama, người đào tạo ra khỏi Hiệp hội Handisport Ennasser ở Salé, đã ra mắt với tư cách là một vận động viên phân loại T13 tại một cuộc họp ở Rabat vào năm 2008  Cuối năm đó, cô ra mắt quốc tế đầy đủ khi cô được chọn là một phần của đội Morocco để thi đấu tại Paralympics mùa hè 2008 ở Bắc Kinh. Cô thi đấu trong bốn nội dung, ba lần chạy nước rút và nhảy xa. Trong một bước nhảy dài, cô đã thực hiện tám lần cuối cùng cho phép cô thi đấu thêm ba lần nữa, nhưng với khoảng cách tốt nhất của cô từ gói hàng đầu Benhama đã rút lui với hai lần nhảy còn lại, kết thúc ở vị trí thứ sáu. Chính trong các sự kiện chạy nước rút, Benhama đã tạo ra ảnh hưởng tại Thế vận hội. Cô bắt đầu với cuộc đua nước rút 400 mét, đủ điều kiện trong thời gian nhanh nhất và sau đó lập kỷ lục Paralympic mới 55,56 giây trong trận chung kết để giành huy chương vàng đầu tiên của Thế vận hội. Cô đã theo dõi điều này hai ngày sau đó với một lượng vàng khác, lần này là trong 200 mét, trong đó cô đã đánh bại đối thủ gần nhất của mình, Nantenin Keïta của Pháp hơn nửa giây. Sự kiện cuối cùng của cô trong Paralympic 2008 là 100 mét (T13), trong đó cô đã lập kỷ lục Paralympic trong các trận nóng, đủ điều kiện với thời gian 12,38 giây. Trong trận chung kết, một sự kiện xảy ra với mưa lớn, Benhama đã ghi lại thời gian 12,28 để giành huy chương vàng thứ ba của mình và lập kỷ lục thế giới mới.
Ba năm sau, Benhama đại diện cho Morocco tại Giải vô địch thế giới điền kinh IPC năm 2011 tại thành phố Christchurch. Cô đã giành ba huy chương trên các cuộc đua nước rút, nhưng không bảo đảm được vàng trong bất kỳ ai trong số họ, bị Ilse Hayes của Nam Phi đánh bại trong 100 mét và Cuba Oma Durand trong 200 mét để giành hai huy chương bạc; với một đồng trong sự kiện 400 mét. Sự ra đời của con trai vào năm 2012, có nghĩa là Benhama đã nghỉ đua năm đó và không thể bảo vệ danh hiệu Paralympic của mình ở London.
Năm sau, cô trở lại thi đấu quốc tế và giành được ba huy chương tại Giải vô địch thế giới IPC điền kinh 2013 tại Lyon. một vàng trong 100 mét, một đồng trong 200 mét, và huy chương quốc tế lớn duy nhất của cô trong môn nhảy xa, một bạc. Hai năm sau, cô tham gia Giải vô địch thế giới 2015 tại Doha, cô đã giành được hai huy chương đồng, trong các cuộc đua 200 và 400 mét. Benhama cũng đại diện cho đất nước của mình tại Paralympic mùa hè 2016 ở Rio de Janeiro, nhưng không giành được bục trong một trong hai sự kiện của mình, các cuộc đua 100 mét và 400 mét.